# Szabó Xavér Ferenc
Szabó Xavér Ferenc (Pest, 1846. április 20. – Budapest, 1911. február 12.) magyar zeneszerző, zenepedagógus, zeneakadémiai tanár. 

## Életpályája
A Nemzeti Színház zenekarának tagja (hegedűs) volt. 1888-tól a Zeneakadémia tanára volt. A Dárius kincse című balett zeneszerzője; hasonló nevű fia és unokája is játszott a zenekarban.
Stílusa Richard Wagneréhez állt közel.

## Családja
Szülei Szabó Ferenc asztalosmester és Danhoffer Janka voltak. Felesége Bíró Domcsijáva Anna.
Temetése a Farkasréti temetőben történt (21/3-1-90).